# Никифор Евфорвин
Никифор Евфорвин (на гръцки: Νικηφόρος Εὐφορβηνός) е византийски аристократ от края на XI и началото на XII век, който бил зет на император Алексий I Комнин.
Никифор е издънка на престижния аристократичен род на Евфорвините – баща му Константин Евфорвин Катакалон е един от най-доверените генерали на император Алексий I Комнин. За първи път за Никифор споменава Анна Комнина в своята Алексиада във връзка с войната на Алексий I срещу куманите и 1095 г. Тогава Никифор служи под командването на баща си Константин в частта, изпратена в помощ на обсадения от куманите Адрианопол и неговия управител Никифор Вриений, като заповедите към Константин били да влезе в града откъм Калатидите и да нападне куманите през нощта. Обнадежден, че силите му ще останат незабелязани от врага, Катакалон веднага потеглил с войските си за Орестиада, но куманите узнали за приближаването му и ненадейно го нападнали с голяма конница, отблъснали го и го преследвали ожесточено. Тогава според думите на Анна Комнина Никифор Евфорвин проявил голяма храброст, като се обърнал и пронизал с копието си един от преследващите ги скити, който веднага паднал мъртъв. В този момент Анна прави обширно отклонение от разказа си, за да похвали бойните умения и личните качества на зет си:
| „                   | Никифор наистина знаеше да върти копие и да се прикрива с щит. А ако някой го видеше да препуска, не би го сметнал за ромей, но за човек, дошъл от Нормандия. Защото, когато препускаше, този юноша беше чудна гледка и наистина съвършено творение на природата. Беше много благочестив към бога, в отношенията си с хората - благ и приятен | “ |
| Алексиада, кн. X, 3 | |   |

Заради доверието и близките отношения между баща му и Алексий I Комнин, около 1099 г. Никифор бил оженен за по-малката дъщеря на императора – багренородната Мария Комнина, и по този повод е издигнат в ранг на паниперсеваст. От Мария Никифор имал трима сина и поне три дъщери. За двама от синовете им – Алексий и Андроник, се знае, че са заемали висши военни и административни длъжности при управлението на император Мануил I Комнин., Друг техен син Йоан е известен единствено от поменика на роднините на императрица Ирина, поместен в типика на константинополския манасатир „Христос Филантроп“. Техни дъщери, които според Константинос Варзос са три – Ирина, Анна и Мария, – са отбелязани в типика на константинополския манастир „Богородица Кехаритоменска“.
Никифор Евфорвин починал рано – между 1118 г. и 1130 г. Като част от императорското семейство, неговата памет била почетена от императрица Ирина Дукина в типика
на манастира „Богородица Кехаритоменска“ и от император Йоан II Комнин – в типика на манастира „Христос Пантократор“.